# Héctor Rossetto
Héctor Decio Rossetto (Bahía Blanca, 8 de setembre de 1922 – Buenos Aires, 23 de gener de 2009) fou un jugador d'escacs argentí, que ostentà el títol de Gran Mestre des de 1960. Fou un dels més destacats escaquistes argentins entre els anys 1940 i els anys 1960, i, juntament amb Najdorf, un dels millors de la història del país. Fou a més el director de l'Olimpíada de Buenos Aires de 1978. L'actriu i cantant Cecilia Rossetto és filla seva.

## Resultats destacats en competició
Rosetto va guanyar en cinc ocasions el Campionat de l'Argentina (1941, 1944, 1947, 1961 i 1972).
Rossetto va guanyar el Torneig Mar del Plata el 1949, i novament el 1952 (empatat amb Julio Bolbochán). Guanyà també a Mar del Plata (KIM) el 1962, superant Oscar Panno.
Rossetto participà, representant l'Argentina, en sis Olimpíades d'escacs, entre el 1950 i el 1972, i hi va obtenir sis medalles, entre les quals tres d'argent per equips, i una d'or individual, a Hèlsinki 1952.

### Galeria de fotografies històriques

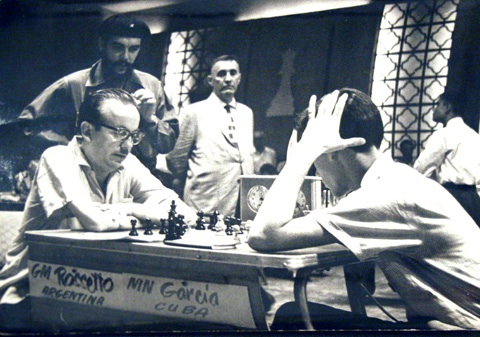
El Che Guevara observa Rossetto durant una partida a Cuba.
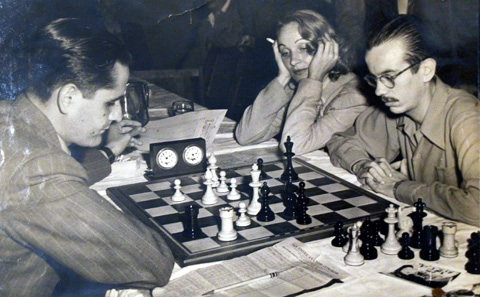
Rossetto acompanyat de Marlene Dietrich.
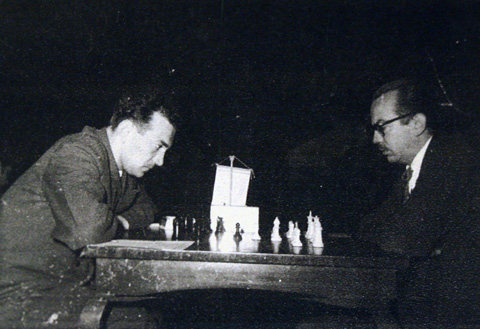
Partida entre Héctor Rossetto (dreta) i Víktor Kortxnoi, el 1960.